# Triplophysa stolickai
Espèce
Synonymes
- Cobitis elegans Kessler, 1874
- Cobitis stoličkai
- Nemacheilus stoliczkae
- Triplophysa stoliczkai

Triplophysa stolickai est une espèce de poissons Cypriniformes de l'Inde, la Chine, l'Afghanistan, Iran, Pakistan, Ouzbékistan et du Bhoutan (ruisseau du lac Tshoka).